# Шлен (вулкан)
Шлен — щитовой вулкан на севере полуострова Камчатка. Располагается западнее Срединного хребта.
Вулкан находится на водоразделе рек Правая и Вторая Рассошина, являющихся правыми притоками реки Тигиль. Вулканическая постройка представляет собой щит диаметром 15 километров, чётко заметный на окружающем рельефе и находящийся обособленно от других вулканов срединного вулканического пояса. Вулкан сложен базальтами нижнеплейстоценового возраста и является сильно разрушенным.
Занимает площадь 240 км², объем изверженного материала 60 км³.
Абсолютная высота — 1018 м, относительная— около 700 м.
Деятельность вулкана относится к среднечетвертичному периоду.